# James Joseph Sylvester
James Joseph Sylvester (3 de septiembre de 1814, Londres – 15 de marzo de 1897, Oxford) fue un matemático inglés, que desarrolló un período intermedio de su carrera académica en los Estados Unidos. Hizo importantes contribuciones en el campo de las matrices (acuñó los términos matriz, invariante, discriminante y totient, entre otros), así como a la teoría de los invariantes algebraicos (en colaboración con su colega A. Cayley), a los determinantes, a la teoría de números, a las particiones y a la combinatoria.

## Semblanza
James Joseph nació en Londres, Inglaterra, hijo del comerciante Abraham Joseph. James adoptó el apellido Sylvester cuando su hermano mayor lo hizo tras emigrar a los Estados Unidos, país que en ese momento exigía que todos los inmigrantes tuvieran un nombre, un segundo nombre y un apellido. A la edad de 14 años, Sylvester era alumno de Augustus De Morgan en la Universidad de Londres. Su familia lo retiró de la universidad después de ser acusado de apuñalar a un compañero con un cuchillo. Posteriormente, asistió a la Liverpool Royal Institution.
Comenzó su estudio de matemáticas en el Saint John's College (Cambridge) en 1831, donde su tutor era John Hymers. Aunque sus estudios fueron interrumpidos durante casi dos años debido a una enfermedad prolongada, consiguió el segundo puesto en el famoso examen matemático de Cambridge, el tripos, para que él se presentó en 1837. Sin embargo, no le fue concedido un grado, porque los graduados en aquella época eran requeridos para declarar su aceptación de los Treinta y nueve artículos de la Iglesia de Inglaterra, y Sylvester no podía hacerlo porque era judío. Esta misma razón le fue dada en 1843 para negarle el nombramiento como profesor de matemáticas en la universidad de Columbia de Nueva York. Y por la misma razón, no pudo competir por una beca u obtener un Premio Smith.
En 1838 Sylvester se convirtió en profesor de filosofía natural en el University College de Londres y en 1839 fue elegido miembro de la Royal Society de Londres. En 1841, se le concedió la graduación y la maestría por el Trinity College (Dublín). Ese mismo año se trasladó a los Estados Unidos para convertirse en profesor de matemáticas en la Universidad de Virginia, pero abandonó el puesto después de menos de cuatro meses después de un encuentro violento con dos estudiantes a los que había sancionado. Se mudó a la ciudad de Nueva York, donde inició su amistad con el matemático de Harvard Benjamin Peirce (padre de Charles Sanders Peirce) y con el físico de Princeton Joseph Henry, pero en noviembre de 1843, después de su rechazo por la universidad de Columbia, regresó a Inglaterra.
A su regreso a Inglaterra, fue contratado en 1844 por la Equity and Law Life Assurance Society, para la que desarrolló modelos actuariales exitosos y sirvió como director ejecutivo de facto, una posición que requería un título de abogado. Como resultado, estudió para ingresar en el colegio de abogados, conociendo a un compañero matemático británico que estudiaba derecho, Arthur Cayley, con quien hizo contribuciones significativas a la teoría de invariantes y también a la teoría de matrices durante una larga colaboración. No obtuvo un puesto en la enseñanza de matemáticas universitarias hasta 1855, cuando fue nombrado profesor de matemáticas en la Real Academia Militar de Woolwich, de donde se retiró en 1869, porque la edad obligatoria de jubilación eran los 55 años. La Academia Woolwich inicialmente se negó a pagar a Sylvester su pensión completa, y solo cedió después de una prolongada controversia pública, durante la cual Sylvester llevó su caso a la página de cartas del diario The Times.
Una de las pasiones de toda la vida de Sylvester era la poesía; leyó y tradujo obras de originales en francés, alemán, italiano, latín y griego, y muchos de sus artículos matemáticos contienen citas ilustrativas de la poesía clásica. Después de su jubilación anticipada,Sylvester (1870) publicó un libro titulado The Laws of Verse en el que intentó codificar un conjunto de leyes para la métrica en poesía.
En 1872, finalmente recibió su graduación y su maestría por Cambridge, que le habían sido negados por su condición de practicante de la religión judía.
En 1876 Sylvester cruzó de nuevo el Océano Atlántico para convertirse en el profesor inaugural de matemáticas de la nueva Universidad Johns Hopkins en Baltimore. Su salario era de 5.000 dólares (bastante generoso para la época), que exigía que se pagaran en oro. Después de la negociación, se llegó a un acuerdo sobre un salario que no se pagó en oro. En 1878 fundó el  American Journal of Mathematics. El único otro diario matemático en los EE. UU. en aquel momento era el Analist, que finalmente se convirtió en el Annals of Mathematics.
En 1883 volvió a Inglaterra para tomar posesión del puesto de Profesor Saviliano de geometría en la Universidad de Oxford. Sostuvo esta cátedra hasta su muerte, aunque en 1892 la Universidad nombró un profesor adjunto.

## Logros matemáticos
- Sylvester ideó un gran número de términos matemáticos como "matriz" (en 1850),[8] "grafo" (combinatoria)[9] y "discriminante" .[10] Acuñó el término "totient" para la Función φ de Euler φ (n).[11]

- Utilizando determinantes descubrió el método dialítico para eliminar una incógnita entre dos ecuaciones polinomiales.[12]

- En Geometría discreta es recordado por el Problema de Sylvester y por un resultado en el problema del huerto.

Su trabajo científico reunido abarca cuatro volúmenes.

## Reconocimientos
- En 1880, la Royal Society de Londres concedió a Sylvester la Medalla Copley, su premio más alto para logros científicos.
- En 1901, instituyó la Medalla Sylvester en su memoria, para alentar la investigación matemática después de su muerte en Oxford.
- La casa de Sylvester, un ala del dormitorio de estudiantes en la Universidad Johns Hopkins, se nombra en su honor. Varias cátedras de la misma universidad también conmemoran su nombre.

## Eponimia
Además de los distintos conceptos matemáticos que llevan su nombre, se tiene que:
- El cráter lunar Sylvester lleva este nombre en su memoria.[13]
- El asteroide (13658) Sylvester también conmemora su nombre.[14]